# Cameron Norrie
Cameron Norrie (Johannesburg, Sud-àfrica, 23 d'agost de 1995) és un tennista professional britànic.

## Biografia
Norrie va néixer a Johannesburg (Sud-àfrica), fill de David i Helen, matrimoni de microbiòlegs escocès i gal·lesa respectivament. Tres anys després es van traslladar a Nova Zelanda. Allà va créixer i va començar a practicar diversos esports com: esquaix, rugbi, futbol o criquet, fins que als quinze anys es va centrar definitivament en el tennis.
Va destacar ràpidament en categoria júnior sent dels millors d'aquesta categoria, però degut al poc suport econòmic rebut per part de la federació neozelandesa de tennis, als setze anys va optar per adquirir la nacionalitat britànica que encara conservaven els seus pares. Seguidament es va traslladar a Londres per entrenar en les instal·lacions de la federació britànica de tennis.

## Palmarès

### Individual: 15 (5−10)
| Llegenda                          |
| --------------------------------- |
| Grand Slams (0−0)                 |
| ATP Finals (0−0)                  |
| ATP World Tour Masters 1000 (1−0) |
| ATP World Tour 500 (1−2)          |
| ATP World Tour 250 (3−8)          |

| Títols per superfície |
| --------------------- |
| Dura (4−6)            |
| Gespa (0−1)           |
| Terra batuda (1−3)    |

| Resultat  | Núm. | Data                   | Torneig                    | Superfície   | Oponent               | Marcador         |
| --------- | ---- | ---------------------- | -------------------------- | ------------ | --------------------- | ---------------- |
| Finalista | 1.   | 12 de gener de 2019    | Auckland, Nova Zelanda     | Dura         | Tennys Sandgren       | 6−4, 6−2         |
| Finalista | 2.   | 2 de maig de 2021      | Estoril, Portugal          | Terra batuda | Albert Ramos Viñolas  | 6−4, 3−6, 6−7(3) |
| Finalista | 3.   | 24 de maig de 2021     | Lió, França                | Terra batuda | Stéfanos Tsitsipàs    | 3−6, 3−6         |
| Finalista | 4.   | 20 de juny de 2021     | Londres, Regne Unit        | Gespa        | Matteo Berrettini     | 4−6, 7−6(5), 3−6 |
| Guanyador | 1.   | 25 de juliol de 2021   | Los Cabos, Mèxic           | Dura         | Brandon Nakashima     | 6−2, 6−2         |
| Finalista | 5.   | 3 d'octubre de 2021    | San Diego, Estats Units    | Dura         | Casper Ruud           | 0−6, 2−6         |
| Guanyador | 2.   | 17 de setembre de 2021 | Indian Wells, Estats Units | Dura         | Níkoloz Bassilaixvili | 3−6, 6−4, 6−1    |
| Guanyador | 3.   | 20 de febrer de 2022   | Delray Beach, Estats Units | Dura         | Reilly Opelka         | 7−6(1), 7−6(4)   |
| Finalista | 6.   | 27 de febrer de 2022   | Acapulco, Mèxic            | Dura         | Rafael Nadal          | 4−6, 4−6         |
| Guanyador | 4.   | 21 de maig de 2022     | Lió                        | Terra batuda | Alex Molčan           | 6−3, 6−7(3), 6−1 |
| Finalista | 7.   | 7 d'agost de 2022      | Los Cabos                  | Dura         | Daniïl Medvédev       | 5−7, 0−6         |
| Finalista | 8.   | 15 de gener de 2023    | Auckland (2)               | Dura         | Richard Gasquet       | 6−4, 4−6, 4−6    |
| Finalista | 9.   | 19 de febrer de 2023   | Buenos Aires, Argentina    | Terra batuda | Carlos Alcaraz        | 3−6, 5−7         |
| Guanyador | 5.   | 26 de febrer de 2023   | Rio de Janeiro, Brasil     | Terra batuda | Carlos Alcaraz        | 5−7, 6−4, 7−5    |
| Finalista | 10.  | 9 de novembre de 2024  | Metz, França               | Dura (i)     | Benjamin Bonzi        | 6−7(6), 4−6      |

### Dobles masculins: 1 (1−0)
| Llegenda                          |
| --------------------------------- |
| Grand Slams (0−0)                 |
| ATP Finals (0−0)                  |
| ATP World Tour Masters 1000 (0−0) |
| ATP World Tour 500 (0−0)          |
| ATP World Tour 250 (1−0)          |

| Títols per superfície |
| --------------------- |
| Dura (0−0)            |
| Gespa (0−0)           |
| Terra batuda (1−0)    |

| Resultat  | Núm. | Data              | Torneig           | Superfície   | Parella     | Oponents                   | Marcador |
| --------- | ---- | ----------------- | ----------------- | ------------ | ----------- | -------------------------- | -------- |
| Guanyador | 1.   | 6 de maig de 2018 | Estoril, Portugal | Terra batuda | Kyle Edmund | Wesley Koolhof Artem Sitak | 6−4, 6−2 |

## Trajectòria

### Individual
| Open d'Austràlia | A   | A   | Q     | 1R    | 1R   | 3R    | 1R | 3R | 4R | 0 / 6    | 8 – 6    |
| Roland Garros | A   | A   | 2R    | 1R    | 1R   | 3R    | 3R | 3R |    | 0 / 6    | 7 – 6    |
| Wimbledon | A   | 1R  | 1R    | 2R    | NC   | 3R    | SF | 2R |    | 0 / 6    | 9 – 6    |
| US Open | A   | 2R  | 2R    | 1R    | 3R   | 1R    | 4R | 3R |    | 0 / 7    | 9 – 7    |
| ATP Finals | A   | A   | A     | A     | A    | RR    | A  | A  |    | 0 / 1    | 0 – 2    |
| Total Victòries–Derrotes                                                                                                   | 0−0 | 2−4 | 19−18 | 21−25 | 9−13 | 52−25 |    |    |    | 127 – 97 | 127 – 97 |
| Rànquing a final d'any | 276 | 114 | 90    | 53    | 71   | 12    |    |    |    |          |          |
| Llegenda: G: Guanyador; F: Finalista; SF: Semifinalista; QF: Quarts de final; Q: Qualificació; A: Absent; RR: Round Robin; |     |     |       |       |      |       |    |    |    |          |          |